# Eliminatoria para la Copa Asiática Sub-23 de la AFC 2024
La eliminatoria para el Campeonato Sub-23 de la AFC 2024 es la fase clasificatoria de este torneo de fútbol a nivel de selecciones sub-23 de Asia organizado por la AFC; y que contó con la participación de 43 asociaciones miembro de todo el continente. 
La eliminatoria otorgó 16 plazas para la fase final del torneo, la cual se jugará en Catar.
El 21 de enero de 2023, la FIFA suspendió a Sri Lanka hasta nuevo aviso.

## Cambios de formato
El Comité Ejecutivo de la AFC aprobó varias recomendaciones estratégicas presentadas por el Comité de Competiciones de la AFC, una de las cuales fue la eliminación de las restricciones de zona en las competiciones juveniles de la AFC.

## Sorteo
De las 47 asociaciones miembros de la AFC, un total de 43 equipos participaron en la competencia. 
El anfitrión final del torneo Catar decidió participar en la clasificación a pesar de haberse clasificado automáticamente para el torneo final.
El sorteo se realizó el 25 de mayo de 2023, a las 15:00 MYT ( UTC + 8 ), en la Casa de la AFC en Kuala Lumpur, Malasia.  
Los 43 equipos se agruparon en once grupos, 10 grupos de cuatro equipos y el último grupo tendrá tres.

## Formato
En cada grupo, los equipos juegan entre sí una vez en un lugar centralizado. Los once ganadores de grupo y los cuatro mejores subcampeones clasifican para el torneo final. Si el anfitrión Catar gana su grupo o está entre los cuatro mejores subcampeones, el quinto mejor subcampeón también clasifica para el torneo final.

## Fase de grupos

#### Grupo A
Todos los partidos se jugarán en Jordania
- Los horarios indicados son UTC+3

| Equipo   | Pts | PJ | PG | PE | PP | GF | GC | Dif |
| -------- | --- | -- | -- | -- | -- | -- | -- | --- |
| Jordania | 9   | 3  | 3  | 0  | 0  | 12 | 0  | 12  |
| Omán     | 6   | 3  | 2  | 0  | 1  | 5  | 1  | 4   |
| Siria    | 3   | 3  | 1  | 0  | 2  | 11 | 4  | 7   |
| Brunéi   | 0   | 3  | 0  | 0  | 3  | 0  | 23 | -23 |

| 6 de septiembre de 2023, 17:30 | Siria | 0:2 (0:1) | Omán                              | Estadio Príncipe Mohamed bin Fahd, Zarqa, Jordania |                                  |
|                                |       | Reporte   | - Al Rawahi 25' - Al-Mashaiki 67' | Árbitro(s): Mohanad Qasim Sarray                   | Árbitro(s): Mohanad Qasim Sarray |

| 6 de septiembre de 2023, 21:00 | Jordania | 9:0 (3:0) | Brunéi | Estadio Príncipe Mohamed bin Fahd, Zarqa, Jordania    |                                                       |
|                                | - Reziq Banihani 10' - Sief Darwish 16' - Al Shanaineh 22', 80' - Mo Abualnadi 48' - Nazhan Zulkifle 84' (a.g.) - Wafiq Danish 90+2' (a.g.) - Abu Taha 90+5' - Al Riyalat 90+7' | Reporte   |        | Asistencia: 800 espectadores Árbitro(s): Crystal John | Asistencia: 800 espectadores Árbitro(s): Crystal John |

| 9 de septiembre de 2023, 17:30 | Brunéi | 0:11 (0:4) | Siria | Estadio Príncipe Mohamed bin Fahd, Zarqa, Jordania       |                                                          |
|                                |        | Reporte    | - Osman 20' - Kawo 41' - Abdullatif 45' 73' 78' - Rihanieh 45+3' 62' 66' (pen.) - Hatem 75' - Nayef 90+4' - Ahmad 90+8' | Asistencia: 300 espectadores Árbitro(s): Hiroki Kasahara | Asistencia: 300 espectadores Árbitro(s): Hiroki Kasahara |

| 9 de septiembre de 2023, 21:00 | Omán | 0:1 (0:0) | Jordania         | Estadio Príncipe Mohamed bin Fahd, Zarqa, Jordania      |                                                         |
|                                |      | Reporte   | - Al-Riyalat 87' | Asistencia: 2.800 espectadores Árbitro(s): Vahid Kazemi | Asistencia: 2.800 espectadores Árbitro(s): Vahid Kazemi |

| 12 de septiembre de 2023, 17:30 | Omán                                                | 3:0 (3:0) | Brunéi | Estadio Príncipe Mohamed bin Fahd, Zarqa, Jordania           |                                                              |
|                                 | - Al-Maashari 5' - Al-Abdulsalam 8' - Al-Araimi 10' | Reporte   |        | Asistencia: 50 espectadores Árbitro(s): Mohanad Qasim Sarray | Asistencia: 50 espectadores Árbitro(s): Mohanad Qasim Sarray |

| 12 de septiembre de 2023, 21:00 | Jordania                         | 2:0 (1:0) | Siria | Estadio Príncipe Mohamed bin Fahd, Zarqa, Jordania          |                                                             |
|                                 | - Al-Riyalat 11' - Bani Hani 71' | Reporte   |       | Asistencia: 5.300 espectadores Árbitro(s): Nasrullo Kabirov | Asistencia: 5.300 espectadores Árbitro(s): Nasrullo Kabirov |

#### Grupo B
Todos los partidos se jugarán en Corea del Sur
- Los horarios indicados son UTC+9

Catar participará en este grupo. Debido a que se clasificó para la fase final como país anfitrión, sus partidos no se tendrán en cuenta a la hora de calcular la clasificación de grupos.
| Equipo        | Pts | PJ | PG | PE | PP | GF | GC | Dif |
| ------------- | --- | -- | -- | -- | -- | -- | -- | --- |
| Catar         | 9   | 3  | 3  | 0  | 0  | 9  | 0  | 9   |
| Corea del Sur | 6   | 3  | 2  | 0  | 1  | 4  | 2  | 2   |
| Kirguistán    | 1   | 3  | 0  | 1  | 2  | 1  | 3  | -2  |
| Birmania      | 1   | 3  | 0  | 1  | 2  | 1  | 10 | -9  |

| 6 de septiembre de 2023, 16:00 | Birmania               | 1:1 (1:0) | Kirguistán     | Changwon Football Center, Changwon,                               |                                                                   |
|                                | - Kaung Htet Paing 23' | Reporte   | - Brauzman 52' | Asistencia: 73 espectadores Árbitro(s): Majed Mohammed AlShamrani | Asistencia: 73 espectadores Árbitro(s): Majed Mohammed AlShamrani |

| 6 de septiembre de 2023, 20:00 | Corea del Sur | 0:2 (0:1) | Catar                           | Changwon Football Center, Changwon,                        |                                                            |
|                                |               | Reporte   | - Al-Rawi 38' - Al-Abdullah 67' | Asistencia: 4.325 espectadores Árbitro(s): Abdullah Jamali | Asistencia: 4.325 espectadores Árbitro(s): Abdullah Jamali |

| 9 de septiembre de 2023, 16:00 | Catar                                                                        | 6:0 (1:0) | Birmania | Changwon Football Center, Changwon,                       |                                                           |
|                                | - Mohamed Khaled 22' - Al-Abdullah 52', 59' - Al Rawi 78' - Majerle 87', 89' | Reporte   |          | Asistencia: 56 espectadores Árbitro(s): Axrol Riskullayev | Asistencia: 56 espectadores Árbitro(s): Axrol Riskullayev |

| 9 de septiembre de 2023, 20:00 | Kirguistán | 0:1 (0:1) | Corea del Sur      | Changwon Football Center, Changwon,                  |                                                      |
|                                |            | Reporte   | - Hong Yun-sang 3' | Asistencia: 7.021 espectadores Árbitro(s): Zhang Lei | Asistencia: 7.021 espectadores Árbitro(s): Zhang Lei |

| 12 de septiembre de 2023, 16:00 | Kirguistán | 0:1 (0:0) | Catar         | Changwon Football Center, Changwon,                |                                                    |
|                                 |            | Reporte   | - Barimil 51' | Asistencia: 51 espectadores Árbitro(s): Tuan Yasin | Asistencia: 51 espectadores Árbitro(s): Tuan Yasin |

| 12 de septiembre de 2023, 20:00 | Corea del Sur                                                  | 3:0 (1:0) | Birmania | Changwon Football Center, Changwon,                                  |                                                                      |
|                                 | - Paik Sang-hoon 5' - Jeon Byung-kwan 85' - Oh Jae-hyeok 90+2' | Reporte   |          | Asistencia: 3.838 espectadores Árbitro(s): Majed Mohammed AlShamrani | Asistencia: 3.838 espectadores Árbitro(s): Majed Mohammed AlShamrani |

#### Grupo C
Todos los partidos se jugarán en Vietnam
- Los horarios indicados son UTC+7

| Equipo   | Pts | PJ | PG | PE | PP | GF | GC | Dif |
| -------- | --- | -- | -- | -- | -- | -- | -- | --- |
| Vietnam  | 7   | 3  | 2  | 1  | 0  | 9  | 2  | 7   |
| Yemen    | 6   | 3  | 2  | 0  | 1  | 8  | 2  | 6   |
| Singapur | 2   | 3  | 0  | 2  | 1  | 3  | 6  | -3  |
| Guam     | 1   | 3  | 0  | 1  | 2  | 2  | 12 | -10 |

| 6 de septiembre de 2023, 16:00 | Singapur | 0:3 (0:3) | Yemen                           | Estadio Việt Trì, Provincia de Phú Thọ, Vietnam              |                                                              |
|                                |          | Reporte   | - Maher 32', 45+3' - Hanash 41' | Asistencia: 1.326 espectadores Árbitro(s): Jonathan Barreiro | Asistencia: 1.326 espectadores Árbitro(s): Jonathan Barreiro |

| 6 de septiembre de 2023, 19:00 | Vietnam | 6:0 (1:0) | Guam | Estadio Việt Trì, Provincia de Phú Thọ, Vietnam         |                                                         |
|                                | - Lê Văn Đô 33' - Nguyễn Văn Tùng 54' (pen.) - Hồ Văn Cường 68' - Nguyễn Thanh Nhàn 79' - Hoàng Văn Toản 83' - Bùi Vĩ Hào 90' (pen.) | Reporte   |      | Asistencia: 7.289 espectadores Árbitro(s): Tam Ping Wun | Asistencia: 7.289 espectadores Árbitro(s): Tam Ping Wun |

| 9 de septiembre de 2023, 16:00 | Guam        | 1:1 (0:0) | Singapur              | Estadio Việt Trì, Provincia de Phú Thọ, Vietnam              |                                                              |
|                                | - Meyar 88' | Reporte   | - Zulkifli 63' (pen.) | Asistencia: 1.238 espectadores Árbitro(s): Abdul Hakim Haidi | Asistencia: 1.238 espectadores Árbitro(s): Abdul Hakim Haidi |

| 9 de septiembre de 2023, 19:00 | Yemen | 0:1 (0:0) | Vietnam          | Estadio Việt Trì, Provincia de Phú Thọ, Vietnam             |                                                             |
|                                |       | Reporte   | - Bùi Vĩ Hào 84' | Asistencia: 12.168 espectadores Árbitro(s): Chen Hsin Chuan | Asistencia: 12.168 espectadores Árbitro(s): Chen Hsin Chuan |

| 12 de septiembre de 2023, 16:00 | Yemen                                                                    | 5:1 (3:1) | Guam         | Estadio Việt Trì, Provincia de Phú Thọ, Vietnam       |                                                       |
|                                 | - Mahross 2' - Al-Qashmi 17' - Al-Sharafi 25' - Maher 69' - Al-Harbi 88' | Reporte   | - 23' Thomas | Asistencia: 826 espectadores Árbitro(s): Tam Ping Wun | Asistencia: 826 espectadores Árbitro(s): Tam Ping Wun |

| 12 de septiembre de 2023, 19:00 | Vietnam                          | 2:2 (1:0) | Singapur                       | Estadio Việt Trì, Provincia de Phú Thọ, Vietnam               |                                                               |
|                                 | - Nguyễn 13' (pen.) - Nguyễn 77' | Reporte   | - 58' (a.g.) Nguyễn - 84' Chua | Asistencia: 11.268 espectadores Árbitro(s): Hussein Abo Yehia | Asistencia: 11.268 espectadores Árbitro(s): Hussein Abo Yehia |

#### Grupo D
Todos los partidos se jugarán en Baréin
- Los horarios indicados son UTC+3

| Equipo    | Pts | PJ | PG | PE | PP | GF | GC | Dif |
| --------- | --- | -- | -- | -- | -- | -- | -- | --- |
| Japón     | 7   | 3  | 2  | 1  | 0  | 7  | 0  | 7   |
| Palestina | 6   | 3  | 2  | 0  | 1  | 3  | 2  | 1   |
| Baréin    | 4   | 3  | 1  | 1  | 1  | 3  | 2  | 1   |
| Pakistán  | 0   | 3  | 0  | 0  | 3  | 2  | 11 | -9  |

| 6 de septiembre de 2023, 18:30 | Baréin | 0:1 (0:0) | Palestina      | Al Muharraq Stadium, Arad, Baréin                          |                                                            |
|                                |        | Reporte   | - Qunbar 90+1' | Asistencia: 317 espectadores Árbitro(s): Sadullo Gulmurodi | Asistencia: 317 espectadores Árbitro(s): Sadullo Gulmurodi |

| 6 de septiembre de 2023, 21:30 | Japón                                                                       | 6:0 (3:0) | Pakistán | Al Muharraq Stadium, Arad, Baréin                      |                                                        |
|                                | - Nishio 11' - Mito 43', 64' - Hosoya 45+2', 51' (pen.) - Fujita 59' (pen.) | Reporte   |          | Asistencia: 101 espectadores Árbitro(s): Yudi Nurcahya | Asistencia: 101 espectadores Árbitro(s): Yudi Nurcahya |

| 9 de septiembre de 2023, 18:30 | Pakistán    | 1:3 (0:1) | Baréin                             | Al Muharraq Stadium, Arad, Baréin                             |                                                               |
|                                | - Ghazi 70' | Reporte   | - Haider 25', 48' - Abdulkarim 49' | Asistencia: 180 espectadores Árbitro(s): Zaid Thamer Mohammed | Asistencia: 180 espectadores Árbitro(s): Zaid Thamer Mohammed |

| 9 de septiembre de 2023, 21:30 | Palestina | 0:1 (0:1) | Japón       | Al Muharraq Stadium, Arad, Baréin                          |                                                            |
|                                |           | Reporte   | - Fujio 23' | Asistencia: 51 espectadores Árbitro(s): Ahmed Eisa Darwish | Asistencia: 51 espectadores Árbitro(s): Ahmed Eisa Darwish |

| 12 de septiembre de 2023, 18:30 | Japón | 0:0     | Baréin | Al Muharraq Stadium, Arad, Baréin                          |                                                            |
|                                 |       | Reporte |        | Asistencia: 271 espectadores Árbitro(s): Sadullo Gulmurodi | Asistencia: 271 espectadores Árbitro(s): Sadullo Gulmurodi |

| 12 de septiembre de 2023, 21:30 | Palestina                  | 2:1 (0:0) | Pakistán    | Al Muharraq Stadium, Arad, Baréin                   |                                                     |
|                                 | - Al-Nabris 90+10', 90+15' | Reporte   | - Hamid 51' | Asistencia: 45 espectadores Árbitro(s): Adam Fazeel | Asistencia: 45 espectadores Árbitro(s): Adam Fazeel |

#### Grupo E
Todos los partidos se jugarán en Uzbekistán
- Los horarios indicados son UTC+5

| Equipo     | Pts | PJ | PG | PE | PP | GF | GC | Dif |
| ---------- | --- | -- | -- | -- | -- | -- | -- | --- |
| Uzbekistán | 9   | 3  | 3  | 0  | 0  | 19 | 1  | 18  |
| Irán       | 6   | 3  | 2  | 0  | 1  | 7  | 1  | 6   |
| Afganistán | 1   | 3  | 0  | 1  | 2  | 1  | 12 | -11 |
| Hong Kong  | 1   | 3  | 0  | 1  | 2  | 0  | 13 | -13 |

| 6 de septiembre de 2023, 17:00 | Irán                                           | 3:0 (2:0) | Hong Kong | Estadio Lokomotiv (Taskent), Taskent, Uzbekistán       |                                                        |
|                                | - Hazbavi 2' - Ghorbani 44' - Sayyadmanesh 88' | Reporte   |           | Asistencia: 47 espectadores Árbitro(s): Chae Sanghyeop | Asistencia: 47 espectadores Árbitro(s): Chae Sanghyeop |

| 6 de septiembre de 2023, 19:00 | Uzbekistán                                                                                      | 8:1 (2:1) | Afganistán   | Estadio Lokomotiv (Taskent), Taskent, Uzbekistán        |                                                         |
|                                | - Jaloliddinov 12', 54' - Davronov 36' - Norchaev 47', 53', 87' - Odilov 87' - Hamroliyev 90+1' | Reporte   | - Musavi 42' | Asistencia: 3.380 espectadores Árbitro(s): Fariq Hitaba | Asistencia: 3.380 espectadores Árbitro(s): Fariq Hitaba |

| 9 de septiembre de 2023, 17:00 | Afganistán | 0:4 (0:2) | Irán                                                                    | Estadio Lokomotiv (Taskent), Taskent, Uzbekistán      |                                                       |
|                                |            | Reporte   | - Ghorbani 29' - Goodarzi 37' - Sayyadmanesh 58' - J. Hosseinnezhad 74' | Asistencia: 110 espectadores Árbitro(s): Mohamad Issa | Asistencia: 110 espectadores Árbitro(s): Mohamad Issa |

| 9 de septiembre de 2023, 19:00 | Hong Kong | 0:10 (0:3) | Uzbekistán | Estadio Lokomotiv (Taskent), Taskent, Uzbekistán        |                                                         |
|                                |           | Reporte    | - Norchaev 6', 59', 69' - Fayzullaev 25' - Odilov 28' - Rakhmonaliev 57' (pen.) - Yip Cheuk Man 74' (a.g.) - Khoshimov 83', 88', 90+3' | Asistencia: 5.331 espectadores Árbitro(s): Hanna Hattab | Asistencia: 5.331 espectadores Árbitro(s): Hanna Hattab |

| 12 de septiembre de 2023, 17:00 | Hong Kong | 0:0     | Afganistán | Estadio Lokomotiv (Taskent), Taskent, Uzbekistán          |                                                           |
|                                 |           | Reporte |            | Asistencia: 57 espectadores Árbitro(s): Khash-Erdene Bold | Asistencia: 57 espectadores Árbitro(s): Khash-Erdene Bold |

| 12 de septiembre de 2023, 19:00 | Uzbekistán       | 1:0 (0:0) | Irán | Estadio Lokomotiv (Taskent), Taskent, Uzbekistán        |                                                         |
|                                 | - Fayzullaev 47' | Reporte   |      | Asistencia: 7.891 espectadores Árbitro(s): Hanna Hattab | Asistencia: 7.891 espectadores Árbitro(s): Hanna Hattab |

#### Grupo F
Todos los partidos se jugarán en Kuwait
- Los horarios indicados son UTC+3

| Equipo         | Pts | PJ | PG | PE | PP | GF | GC | Dif |
| -------------- | --- | -- | -- | -- | -- | -- | -- | --- |
| Irak           | 7   | 3  | 2  | 1  | 0  | 21 | 2  | 19  |
| Kuwait         | 7   | 3  | 2  | 1  | 0  | 9  | 2  | 7   |
| Timor Oriental | 3   | 3  | 1  | 0  | 2  | 5  | 10 | -5  |
| Macao          | 0   | 3  | 0  | 0  | 3  | 0  | 21 | -21 |

| 6 de septiembre de 2023, 18:00 | Irak | 13:0 (7:0) | Macao | Estadio Al Kuwait Sports Club, Kuwait (ciudad), Kuwait          |                                                                 |
|                                | - Lawend 9', 59' (pen.) - Aoraha 15', 45+5' - Jasim 26', 45' - Fadhil 37', 47', 56' - Hassan 43' - Tahseen 61' - Al-Imari 65' - Abdulameer 86' | Reporte    |       | Asistencia: 100 espectadores Árbitro(s): Venkatesh Ramachandran | Asistencia: 100 espectadores Árbitro(s): Venkatesh Ramachandran |

| 6 de septiembre de 2023, 20:00 | Kuwait                                                  | 4:0 (2:0) | Timor Oriental | Estadio Ali Al-Salem Al-Sabah, Farwaniya, Kuwait |                          |
|                                | - Al Taweel 7' - Al Qaisi 45' - Falah 53' - Al Bous 80' | Reporte   |                | Árbitro(s): Tanimoto Ryo                         | Árbitro(s): Tanimoto Ryo |

| 9 de septiembre de 2023, 18:00 | Timor Oriental | 0:6 (0:3) | Irak                                                                  | Estadio Al Kuwait Sports Club, Kuwait (ciudad), Kuwait            |                                                                   |
|                                |                | Reporte   | - Jasim 17' - Lawend 26' (pen.), 44', 64' - Mohammed 72' - Fadhil 91' | Asistencia: 50 espectadores Árbitro(s): Mahmood Salim Al Majarafi | Asistencia: 50 espectadores Árbitro(s): Mahmood Salim Al Majarafi |

| 9 de septiembre de 2023, 20:00 | Kuwait                     | 3:0 (0:0) | Macao | Estadio Ali Al-Salem Al-Sabah, Farwaniya, Kuwait     |                                                      |
|                                | - Al Awadi 48', 50', 90+5' | Reporte   |       | Asistencia: 950 espectadores Árbitro(s): Kim Woosung | Asistencia: 950 espectadores Árbitro(s): Kim Woosung |

| 12 de septiembre de 2023, 18:00 | Timor Oriental                                                        | 5:0 (2:0) | Macao | Estadio Ali Al-Salem Al-Sabah, Farwaniya, Kuwait                   |                                                                    |
|                                 | - Mouzinho 13' - Ricardo 20' - Cristevão 60' - Zenivio 76' - Luis 82' | Reporte   |       | Asistencia: 100 espectadores Árbitro(s): Mahmood Salim Al Majarafi | Asistencia: 100 espectadores Árbitro(s): Mahmood Salim Al Majarafi |

| 12 de septiembre de 2023, 20:00 | Irak                        | 2:2 (0:0) | Kuwait                          | Estadio Al Kuwait Sports Club, Kuwait (ciudad), Kuwait          |                                                                 |
|                                 | - Al-Imari 69' - Saadon 73' | Reporte   | - Al Awadi 48' - Al Salamah 65' | Asistencia: 11.240 espectadores Árbitro(s): Salman Ahmad Falahi | Asistencia: 11.240 espectadores Árbitro(s): Salman Ahmad Falahi |

#### Grupo G
Todos los partidos se jugarán en China
- Los horarios indicados son UTC+8

| Equipo                 | Pts                | PJ                 | PG                 | PE                 | PP                 | GF                 | GC                 | Dif                |
| ---------------------- | ------------------ | ------------------ | ------------------ | ------------------ | ------------------ | ------------------ | ------------------ | ------------------ |
| Emiratos Árabes Unidos | 4                  | 2                  | 1                  | 1                  | 0                  | 3                  | 0                  | 3                  |
| China                  | 4                  | 2                  | 1                  | 1                  | 0                  | 2                  | 1                  | 1                  |
| India                  | 0                  | 2                  | 0                  | 0                  | 2                  | 1                  | 5                  | -4                 |
| Maldivas               | Abandonó el torneo | Abandonó el torneo | Abandonó el torneo | Abandonó el torneo | Abandonó el torneo | Abandonó el torneo | Abandonó el torneo | Abandonó el torneo |

| 6 de septiembre de 2023, 19:35 | Emiratos Árabes Unidos | 0:0     | China | Estadio del Centro Deportivo de Dalian, Dalian, China       |                                                             |
|                                |                        | Reporte |       | Asistencia: 6.472 espectadores Árbitro(s): Sivakorn Pu-udom | Asistencia: 6.472 espectadores Árbitro(s): Sivakorn Pu-udom |

| 9 de septiembre de 2023, 19:35 | China                                      | 2:1 (0:0) | India                   | Estadio del Centro Deportivo de Dalian, Dalian, China       |                                                             |
|                                | - Tao Qianglong 68' (pen.) - Nebijan 90+6' | Reporte   | - Hu Hetao 90+3' (a.g.) | Asistencia: 13.818 espectadores Árbitro(s): Mohammad Arafah | Asistencia: 13.818 espectadores Árbitro(s): Mohammad Arafah |

| 12 de septiembre de 2023, 16:30 | India | 0:3 (0:2) | Emiratos Árabes Unidos                          | Estadio del Centro Deportivo de Dalian, Dalian, China |                                                       |
|                                 |       | Reporte   | - Al Baloushi 26' - Al Ameeri 33' - Khalfan 64' | Asistencia: 53 espectadores Árbitro(s): Razlan Joffri | Asistencia: 53 espectadores Árbitro(s): Razlan Joffri |

#### Grupo H
Todos los partidos se jugarán en Tailandia
- Los horarios indicados son UTC+7

| Equipo    | Pts | PJ | PG | PE | PP | GF | GC | Dif |
| --------- | --- | -- | -- | -- | -- | -- | -- | --- |
| Tailandia | 9   | 3  | 3  | 0  | 0  | 9  | 0  | 9   |
| Malasia   | 6   | 3  | 2  | 0  | 1  | 6  | 1  | 5   |
| Filipinas | 3   | 3  | 1  | 0  | 2  | 1  | 9  | -8  |
| Bangladés | 0   | 3  | 0  | 0  | 3  | 0  | 6  | -6  |

| 6 de septiembre de 2023, 16:30 | Malasia                     | 2:0 (0:0) | Bangladés | Estadio Chonburi, Chonburi, Tailandia                        |                                                              |
|                                | - Izwan 81' - Tierney 90+4' | Reporte   |           | Asistencia: 750 espectadores Árbitro(s): Omar Mohamed Al Ali | Asistencia: 750 espectadores Árbitro(s): Omar Mohamed Al Ali |

| 6 de septiembre de 2023, 20:30 | Tailandia                                                                 | 5:0 (3:0) | Filipinas | Estadio Chonburi, Chonburi, Tailandia                           |                                                                 |
|                                | - Purachet 5' - Chatmongkol 21' - Teerasak 29' - Anan 71' - Yotsakorn 89' | Reporte   |           | Asistencia: 1.425 espectadores Árbitro(s): Abdulla Ali Al Marri | Asistencia: 1.425 espectadores Árbitro(s): Abdulla Ali Al Marri |

| 9 de septiembre de 2023, 16:30 | Filipinas | 0:4 (0:3) | Malasia                                        | Estadio Chonburi, Chonburi, Tailandia               |                                                     |
|                                |           | Reporte   | - Mukhairi 1' - Saravanan 6', 61' - Harith 23' | Asistencia: 50 espectadores Árbitro(s): Ahmad Alali | Asistencia: 50 espectadores Árbitro(s): Ahmad Alali |

| 9 de septiembre de 2023, 20:30 | Bangladés | 0:3 (0:2) | Tailandia                          | Estadio Chonburi, Chonburi, Tailandia                                |                                                                      |
|                                |           | Reporte   | - Purachet 44', 45+3' - Airfan 87' | Asistencia: 1.500 espectadores Árbitro(s): Yusuf Atef M A Al-Shamari | Asistencia: 1.500 espectadores Árbitro(s): Yusuf Atef M A Al-Shamari |

| 12 de septiembre de 2023, 16:30 | Filipinas          | 1:0 (0:0) | Bangladés | Estadio Chonburi, Chonburi, Tailandia                               |                                                                     |
|                                 | - Muens 56' (pen.) | Reporte   |           | Asistencia: 300 espectadores Árbitro(s): Faisal Sulaiman A Albawali | Asistencia: 300 espectadores Árbitro(s): Faisal Sulaiman A Albawali |

| 12 de septiembre de 2023, 20:30 | Malasia | 0:1 (0:1) | Tailandia       | Estadio Chonburi, Chonburi, Tailandia                           |                                                                 |
|                                 |         | Reporte   | - Yotsakorn 20' | Asistencia: 2.450 espectadores Árbitro(s): Abdulla Ali Al Marri | Asistencia: 2.450 espectadores Árbitro(s): Abdulla Ali Al Marri |

#### Grupo I
Todos los partidos se jugarán en Tayikistán
- Los horarios indicados son UTC+5

| Equipo          | Pts                | PJ                 | PG                 | PE                 | PP                 | GF                 | GC                 | Dif                |
| --------------- | ------------------ | ------------------ | ------------------ | ------------------ | ------------------ | ------------------ | ------------------ | ------------------ |
| Australia       | 4                  | 2                  | 1                  | 1                  | 0                  | 8                  | 2                  | 6                  |
| Tayikistán      | 4                  | 2                  | 1                  | 1                  | 0                  | 3                  | 2                  | 1                  |
| Laos            | 0                  | 2                  | 0                  | 0                  | 2                  | 2                  | 9                  | -7                 |
| Corea del Norte | Abandonó el torneo | Abandonó el torneo | Abandonó el torneo | Abandonó el torneo | Abandonó el torneo | Abandonó el torneo | Abandonó el torneo | Abandonó el torneo |

| 6 de septiembre de 2023, 20:30 | Laos               | 1:7 (1:4) | Australia                                                                 | Estadio Pamir, Dusambé, Tayikistán                      |                                                         |
|                                | - Chanthavixay 12' | Reporte   | - Velupillay 2', 4' - D'Arrigo 7' - Botic 21', 55' - Brook 59' - Kuol 79' | Asistencia: 200 espectadores Árbitro(s): Ahmad Alaeddin | Asistencia: 200 espectadores Árbitro(s): Ahmad Alaeddin |

| 9 de septiembre de 2023, 20:30 | Tayikistán | 2:1 (0:0) | Laos | Estadio Pamir, Dusambé, Tayikistán                       |                                                          |
|                                |            | Reporte   |      | Asistencia: 5.200 espectadores Árbitro(s): Wissam Rabbie | Asistencia: 5.200 espectadores Árbitro(s): Wissam Rabbie |

| 12 de septiembre de 2023, 20:30 | Australia | 1:1 (1:1) | Tayikistán | Estadio Pamir, Dusambé, Tayikistán                          |                                                             |
|                                 |           | Reporte   |            | Asistencia: 12.400 espectadores Árbitro(s): Rowan Arumughan | Asistencia: 12.400 espectadores Árbitro(s): Rowan Arumughan |

Nota: Corea del Norte se retiró del torneo el 8 de agosto de 2023.

#### Grupo J
Todos los partidos se jugarán en Arabia Saudita
- Los horarios indicados son UTC+3

| Equipo         | Pts | PJ | PG | PE | PP | GF | GC | Dif |
| -------------- | --- | -- | -- | -- | -- | -- | -- | --- |
| Arabia Saudita | 9   | 3  | 3  | 0  | 0  | 12 | 2  | 10  |
| Camboya        | 4   | 3  | 1  | 1  | 1  | 5  | 9  | -4  |
| Líbano         | 2   | 3  | 0  | 2  | 1  | 3  | 6  | -3  |
| Mongolia       | 1   | 3  | 0  | 1  | 2  | 3  | 6  | -3  |

| 6 de septiembre de 2023, 16:00 | Camboya                        | 2:2 (1:1) | Líbano                     | Estadio Príncipe Sultán bin Abdul Aziz, Abha, Arabia Saudita |                                                 |
|                                | - Chami 45+1' (a.g.) - Sor 65' | Reporte   | - Nasser 7' - Mekkaoui 74' | Asistencia: 50 espectadores Árbitro(s): Wang Di              | Asistencia: 50 espectadores Árbitro(s): Wang Di |

| 6 de septiembre de 2023, 19:00 | Arabia Saudita                                | 3:1 (0:1) | Mongolia             | Estadio Príncipe Sultán bin Abdul Aziz, Abha, Arabia Saudita |                                                        |
|                                | - Al-Juwayr 87' - Radif 90+9' - Marran 90+14' | Reporte   | - Uuganbat 3' (pen.) | Asistencia: 490 espectadores Árbitro(s): Hussain Sinan       | Asistencia: 490 espectadores Árbitro(s): Hussain Sinan |

| 9 de septiembre de 2023, 16:00 | Mongolia        | 1:2 (0:2) | Camboya                      | Estadio Príncipe Sultán bin Abdul Aziz, Abha, Arabia Saudita |                                                       |
|                                | - Gerelt-Od 54' | Reporte   | - Sor Ratana 30' - Sa Ty 45' | Asistencia: 47 espectadores Árbitro(s): Choi Hyun Jae        | Asistencia: 47 espectadores Árbitro(s): Choi Hyun Jae |

| 9 de septiembre de 2023, 19:00 | Líbano | 0:3 (0:2) | Arabia Saudita                            | Estadio Príncipe Sultán bin Abdul Aziz, Abha, Arabia Saudita     |                                                                  |
|                                |        | Reporte   | - Radif 11' - Al-Nasser 38' - Maran 90+4' | Asistencia: 388 espectadores Árbitro(s): Omar Mubarak Al Yaqoubi | Asistencia: 388 espectadores Árbitro(s): Omar Mubarak Al Yaqoubi |

| 12 de septiembre de 2023, 16:00 | Líbano              | 1:1 (1:1) | Mongolia        | Estadio Príncipe Sultán bin Abdul Aziz, Abha, Arabia Saudita    |                                                                 |
|                                 | - Haidar 37' (pen.) | Reporte   | - Andersson 33' | Asistencia: 65 espectadores Árbitro(s): Omar Mubarak Al Yaqoubi | Asistencia: 65 espectadores Árbitro(s): Omar Mubarak Al Yaqoubi |

| 12 de septiembre de 2023, 19:00 | Arabia Saudita                                                            | 6:1 (4:1) | Camboya    | Estadio Príncipe Sultán bin Abdul Aziz, Abha, Arabia Saudita |                                                            |
|                                 | - A. Al-Ghamdi 6', 18' - Radif 26', 56' - Al-Juwayr 39' - Aboulshamat 87' | Reporte   | - Sa Ty 5' | Asistencia: 425 espectadores Árbitro(s): Mohammad Ghabayen   | Asistencia: 425 espectadores Árbitro(s): Mohammad Ghabayen |

#### Grupo K
Todos los partidos se jugarán en Indonesia
- Los horarios indicados son UTC+7

| Equipo       | Pts | PJ | PG | PE | PP | GF | GC | Dif |
| ------------ | --- | -- | -- | -- | -- | -- | -- | --- |
| Indonesia    | 6   | 2  | 2  | 0  | 0  | 11 | 0  | 11  |
| Turkmenistán | 3   | 2  | 1  | 0  | 1  | 4  | 2  | 2   |
| China Taipéi | 0   | 2  | 0  | 0  | 2  | 0  | 13 | -13 |

| 6 de septiembre de 2023, 19:00 | China Taipéi | 0:4 (0:1) | Turkmenistán                          | Estadio Manahan, Surakarta, Indonesia                 |                                                       |
|                                |              | Reporte   | - Hydyrow 25', 62', 78' - Rozyyev 76' | Asistencia: 120 espectadores Árbitro(s): Ismael Habib | Asistencia: 120 espectadores Árbitro(s): Ismael Habib |

| 9 de septiembre de 2023, 19:00 | Indonesia                                                                                                  | 9:0 (5:0) | China Taipéi | Estadio Manahan, Surakarta, Indonesia                                 |                                                                       |
|                                | - Marselino 2', 58' - Sananta 6' - Struick 19' - Witan 29' - Rio 40' - Baggott 56' - Hokky 78' - Arhan 85' | Reporte   |              | Asistencia: 14.540 espectadores Árbitro(s): Shukri Hussein Al Hunfush | Asistencia: 14.540 espectadores Árbitro(s): Shukri Hussein Al Hunfush |

| 12 de septiembre de 2023, 19:00 | Turkmenistán | 0:2 (0:1) | Indonesia                  | Estadio Manahan, Surakarta, Indonesia                   |                                                         |
|                                 |              | Reporte   | - Jenner 40' - Arhan 90+2' | Asistencia: 15.890 espectadores Árbitro(s): Kim Daeyong | Asistencia: 15.890 espectadores Árbitro(s): Kim Daeyong |

## Ranking de subcampeones
Los cuatro mejores subcampeones, también se clasificarán para el torneo final. Debido a que los grupos tienen diferente número de equipos, los resultados contra los equipos en cuarto lugar en grupos de cuatro equipos no se consideraron para esta clasificación, excepto para el grupo B, los resultados contra el país anfitrión Catar no se considerarán.
| Pos. | Grupo | Equipo       | PJ | PG | PE | PP | GF | GC | DG | Pts |
| ---- | ----- | ------------ | -- | -- | -- | -- | -- | -- | -- | --- |
| 1    | F     | Kuwait       | 3  | 2  | 1  | 0  | 9  | 2  | 4  | 7   |
| 2    | I     | Tayikistán   | 2  | 1  | 1  | 0  | 3  | 2  | 1  | 4   |
| 3    | G     | China        | 2  | 1  | 1  | 0  | 2  | 1  | 1  | 4   |
| 4    | H     | Malasia      | 3  | 2  | 0  | 1  | 6  | 1  | 5  | 6   |
| 5    | E     | Irán         | 3  | 2  | 0  | 1  | 7  | 1  | 6  | 6   |
| 6    | K     | Turkmenistán | 2  | 1  | 0  | 1  | 4  | 2  | 2  | 3   |
| 7    | C     | Yemen        | 2  | 1  | 0  | 1  | 3  | 1  | 2  | 3   |
| 8    | A     | Omán         | 2  | 1  | 0  | 1  | 2  | 1  | 1  | 3   |
| 9    | D     | Palestina    | 2  | 1  | 0  | 1  | 1  | 1  | 0  | 3   |
| 10   | B     | Kirguistán   | 2  | 0  | 1  | 1  | 1  | 2  | -1 | 1   |
| 11   | J     | Camboya      | 2  | 0  | 1  | 1  | 3  | 8  | -5 | 1   |